# Speed Star (MAGICのアルバム)
『Speed Star」（スピード・スター）はMAGICの4枚目のオリジナル・アルバム。1992年11月21日にメルダックから発売。

## 内容
高橋琢巳脱退後、初の4人編成となった第3期MAGICのアルバム。全11曲中、5曲は全曲共同編曲・プロデュースを担った魚海洋司との共同作曲、作詞は1曲を除き外部作詞家による。2017年10月4日にデジタルリマスター再発。

## 批評
CDジャーナルは「独立独歩、ロカビリー一筋で頑張っている彼ら。時代に重ねあわせようとする風もなく、ひたすら今回もロカビリー。しかし、ロカビリーにはもともとポップな要素もあり、もちろんこのアルバムもそう。詞もわかりやすく、キュートなポップ・ミュージックだ」と評した。

## 収録曲
全編曲:魚海洋司・MAGIC
1. GOLDEN SUMMER（3：08）[2]
作詞:船橋孝樹
作曲:久米浩司・魚海洋司
2. 東京バーニング・タウン（2：55）[2]
作詞:船橋孝樹
作曲:山口憲一・久米浩司・魚海洋司
3. 傷だらけのパラダイス（2：57）[2]
作詞:船橋孝樹
作曲:山口憲一・魚海洋司
4. MOTHER（3：26）[2]
作詞:上澤津孝
作曲:山口憲一
5. クロスロード（3：15）[2]
作詞:船橋孝樹
作曲:山口憲一
6. Dancin' Dancin' Dancin'（3：14）[2]
作詞:船橋孝樹
作曲:山口憲一・魚海洋司
7. LAST SUMMER（3：06）[2]
作詞:山崎眞行
作曲:山口憲一・久米浩司
8. 恋のダイヤモンドリング（2：37）[2]
作詞・作曲:山口憲一
9. あの頃へ50マイル（3：46）[2]
作詞:森永博志
作曲:山口憲一
10. CAFE CHINA MOON（2：51）[2]
作詞:山崎眞行
作曲:山口憲一・久米浩司
11. CRAZY FOR YOUR LOVE（3：38）[2]
作詞:船橋孝樹
作曲:久米浩司・魚海洋司